# Districte de Le Val-de-Travers

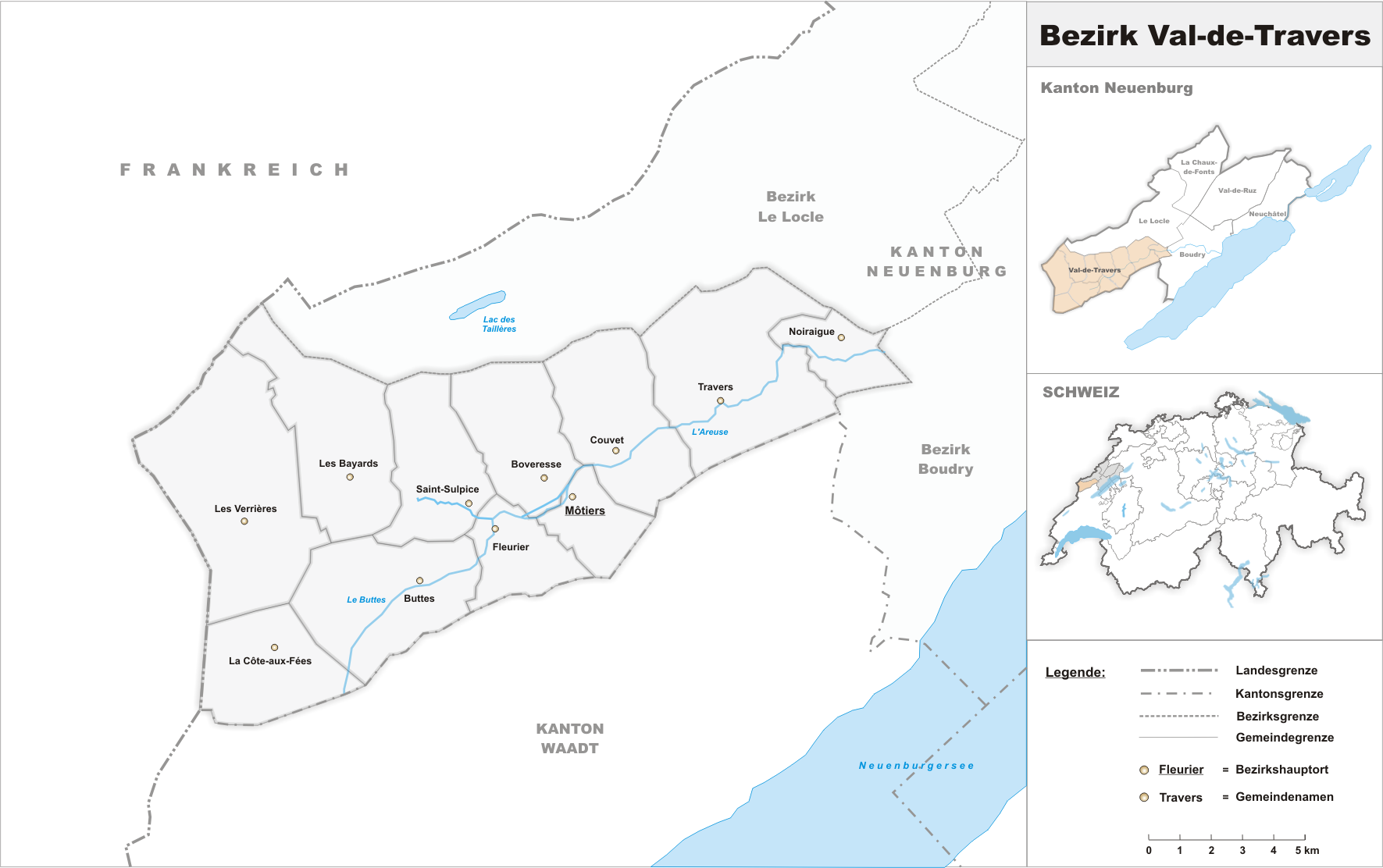
El districte de Le Val-de-Travers

El districte de Le Val-de-Travers és un dels sis districtes del cantó de Neuchâtel (Suïssa). Té una població d'11.975 habitants (cens de 2007) i una superfície de 166,47 km². Està format per 3 municipis i el cap del districte és Môtiers. Des de l'1 de gener de 2009 aquest districte ha passat d'11 municipis a només tres.

## Municipis
- Val-de-Travers
- La Côte-aux-Fées
- Les Verrières

## Municipis antics
- Boveresse
- Buttes
- Couvet
- Fleurier
- La Côte-aux-Fées
- Les Bayards
- Les Verrières
- Môtiers
- Noiraigue
- Saint-Sulpice
- Travers